# Profsoyúznaya
Profsoyúznaya (en ruso: Профсоюзная) es una estación del Metro de Moscú. La estación se encuentra en la línea Kaluzhsko-Rízhskaya, entre las estaciones Akademícheskaya y Noviye Cheriómushki.

## Nombre
La estación toma su nombre de la calle en la que se encuentra, la calle Profsoyúznaya.

## Historia
La estación se inauguró en 1962.

## Diseño

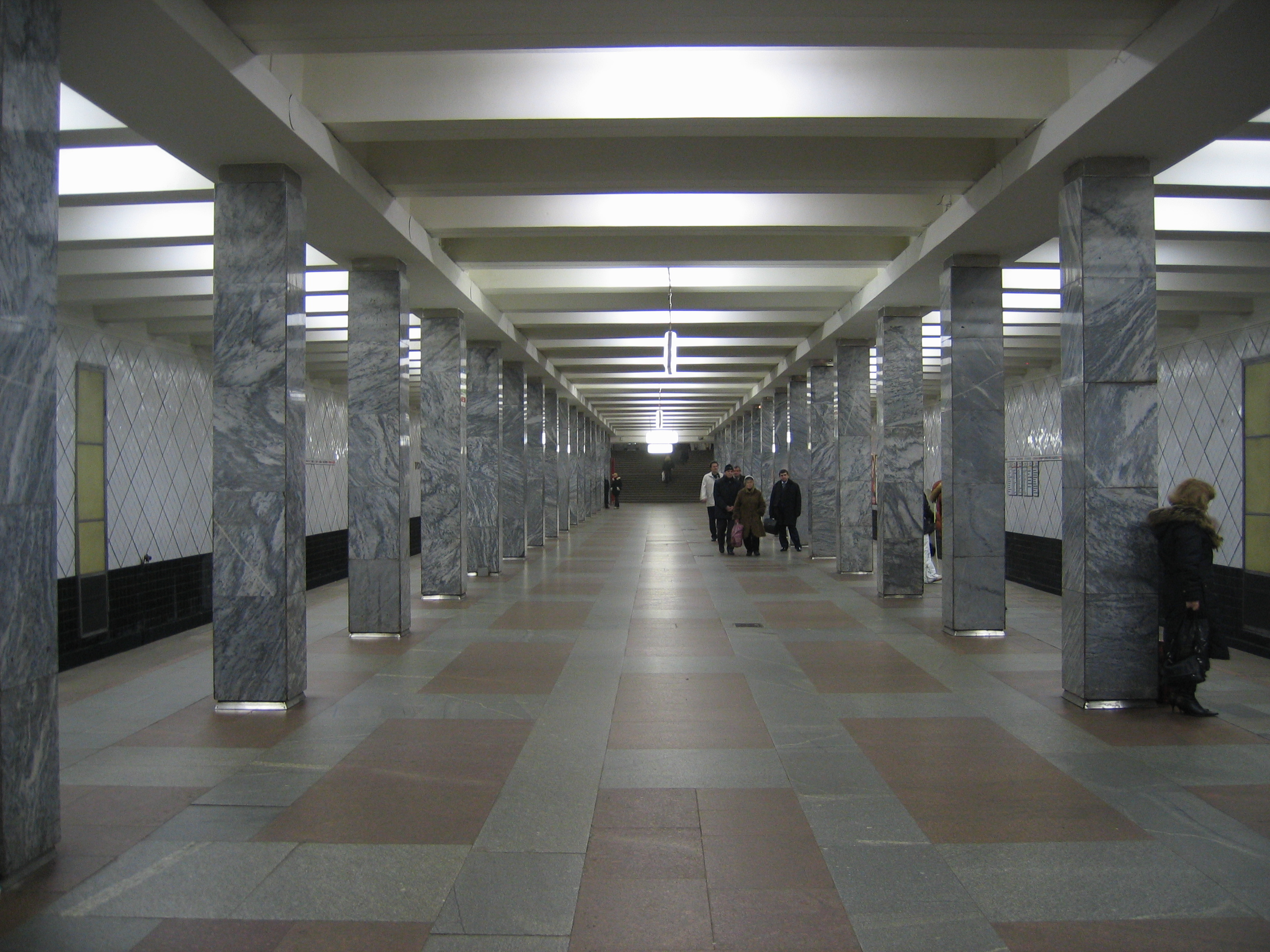
Pasillo central de la estación

Diseñada por los arquitectos Nina Aleshina y N. Demchinsky, se trata de una estación de tres pasillos sostenida por pilares recubiertos de mármol gris (exceptuando una finas líneas inacabadas en las partes superior e inferior). Las paredes están recubiertas de azulejos blancos formando diamantes con cuadrados de 4 x 4.

## Accesos
Los dos vestíbulos subterráneos se encuentran en la calle Profsoyúznaya en su intersección con la avenida Nakhimovsky, que recibe el nombre de la plaza de Josip Broz Tito.

## Conexiones
Esta estación no dispone de conexión con ninguna otra línea.